# Fabaceae

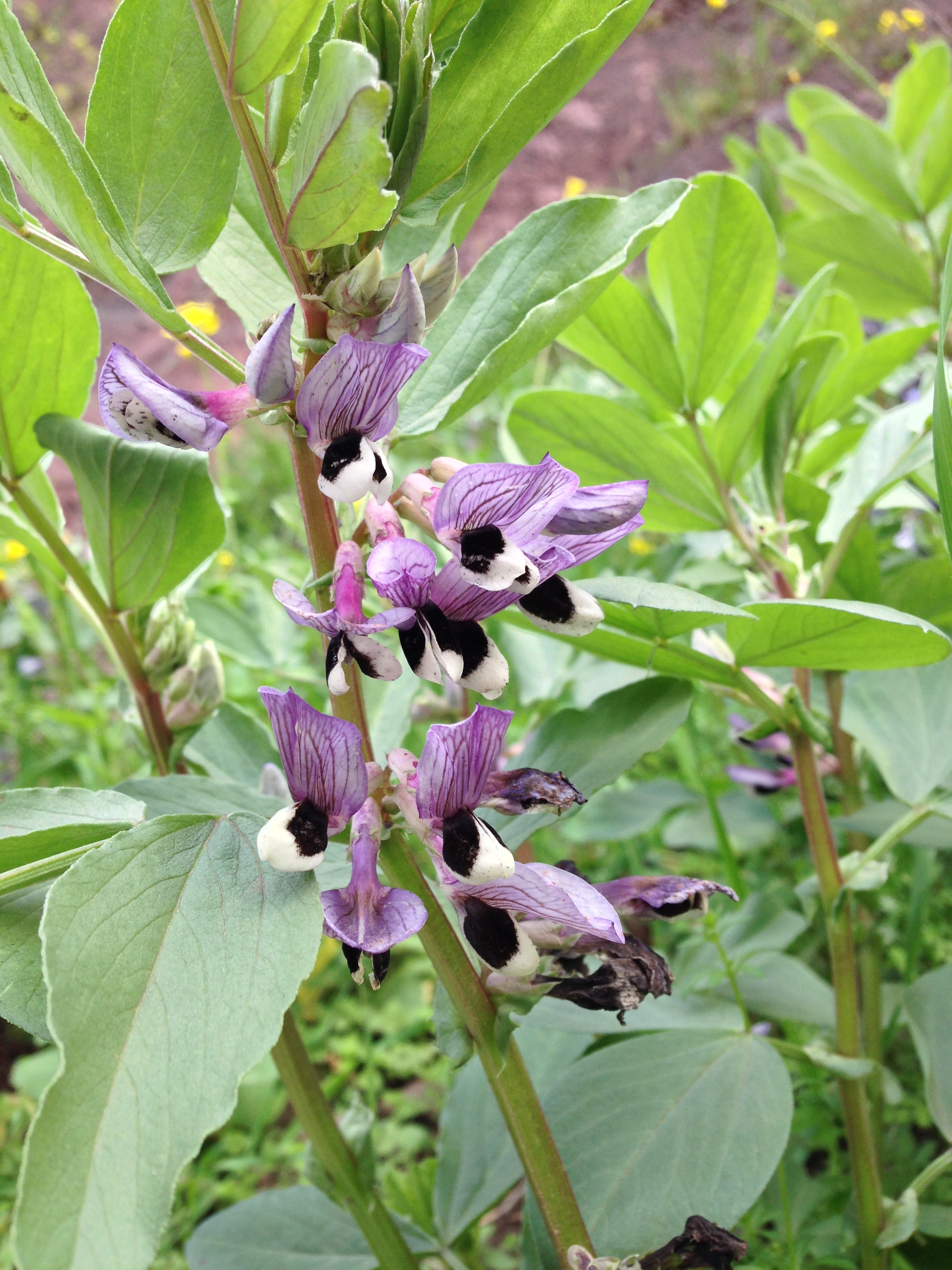
Flori de bob, denumirea latină a căruia faba stă la baza denumirii familiei

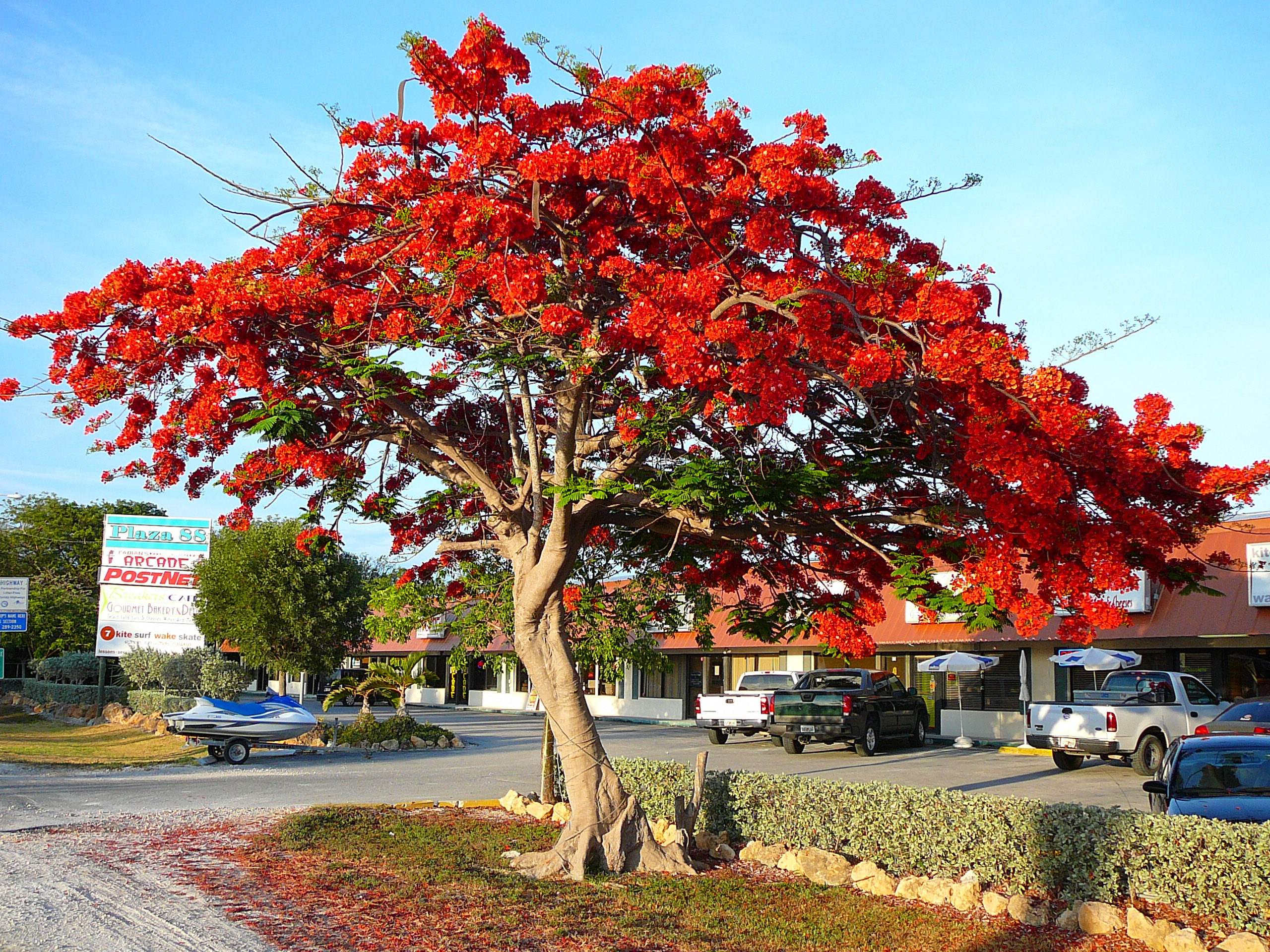
Delonix regia

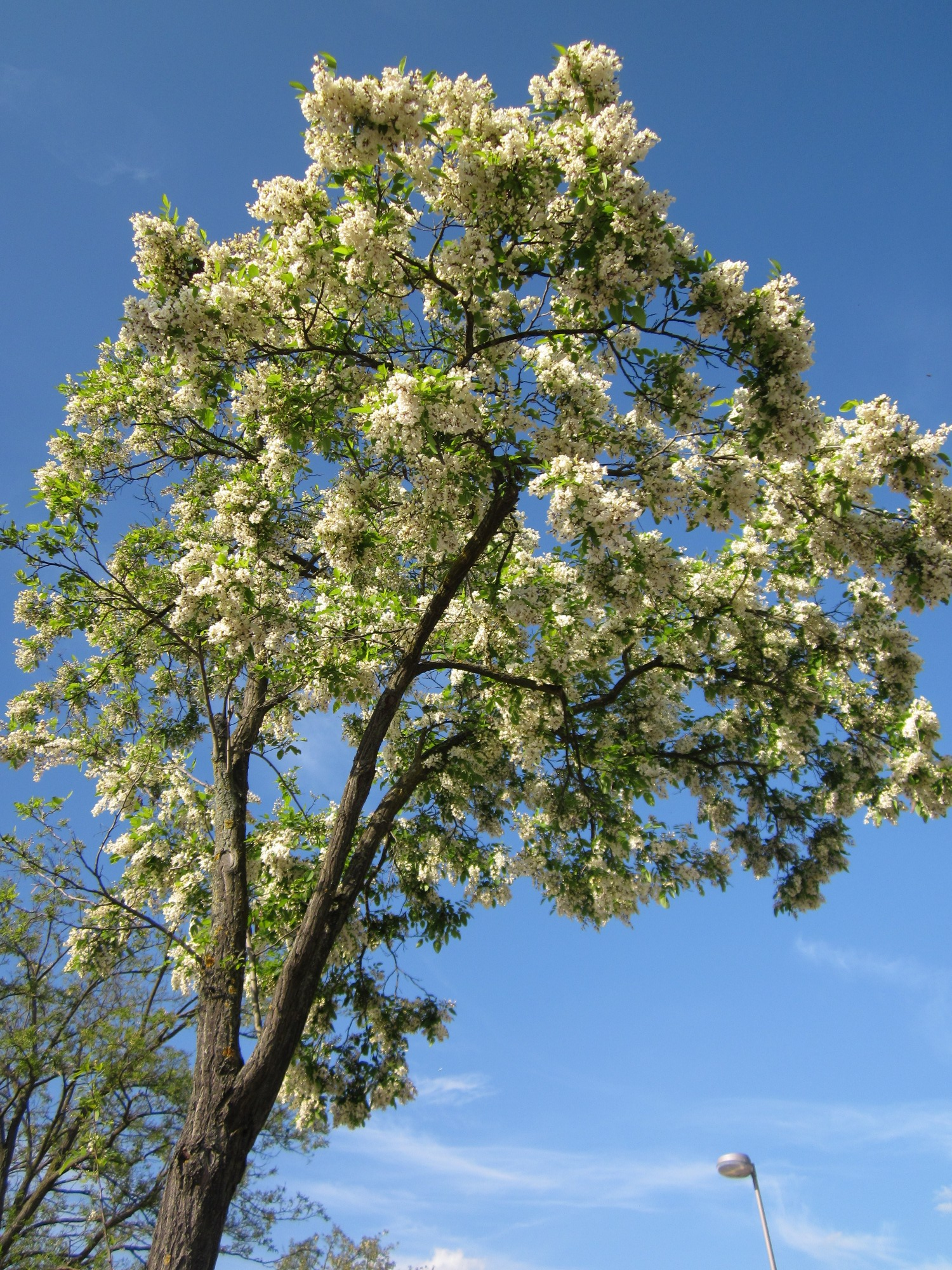
Salcâm în floare

Familia Fabaceae (numită și a leguminoaselor - Leguminosae sau Papilionaceae) este cea mai importantă familie din cadrul Ordinului Fabales. Importanța rezultă atat din numărul de specii, dar mai ales datorită importanței economice a acestor specii. Oamenii de știință consideră că plantele din această familie există din perioada cretacică, adică în urmă cu 65 - 70 milioane de ani. Denumirea Leguminosae este dată în anul 1763 de Michel Adanson, iar în anul 1836 familia primește numele Fabaceae, denumire dată de John Lindley. Caracteristic acestei familii sunt fructele în formă de păstăi, plantele conțin o cantitate relativ mare de proteine, unele dintre ele au valoare nutritivă ridicată, fiind un furaj valoros pentru animale.
- Sunt plante ierboase sau lemnoase.
- Rădăcina are nodozități.
- Tulpina poate fi: dreaptă, volubilă, agățătoare.
- Frunzele sunt, în general, simple, compuse, alterne sau stipelate.
- Florile sunt zigomorfe de tipul 5.
- Fructul este o păstaie.

Din această familie fac parte numeroase specii de plante comestibile, precum: fasole, mazăre, soia, năut, roșcove, arahide etc.
Sinonime ale acestei familii sunt:
- Leguminosae
- Acaciaceae
- Leguminosae
- Aspalathaceae
- Astragalaceae
- Bauhiniaceae
- Caesalpiniaceae
- Cassiaceae
- Ceratoniaceae
- Ciceraceae
- Coronillaceae
- Dalbergiaceae
- Daleaceae
- Detariaceae
- Galedupaceae
- Geoffroeaceae
- Hedysaraceae
- Inocarpaceae
- Lotaceae
- Mimosaceae
- Papilionaceae
- Phaseolaceae
- Swartziaceae
- Tamarindaceae
- Trifoliaceae
- Viciaceae

## Genuri
- Abrus
- Acacia
- Albizia
- Amherstia
- Amicia
- Amorpha
- Anthyllis
- Aotus
- Apios
- Arachis
- Astragalus
- Baptisia
- Bauhinia
- Bituminaria
- Bossiaea
- Brachysema
- Caragana
- Cassia
- Ceratonia
- Cercis
- Cicer
- Chamaecytisus
- Chorizema
- Cladrastis
- Clianthus
- Clitoria
- Colutea
- Coronilla
- Cytisus
- Delonix
- Desmodium
- Dillwynia
- Dolichos
- Dorycnium
- Erinacea
- Erythrina
- Galega
- Genista
- Gleditschia
- Glycine
- Glycyrrhiza
- Gymnocladus
- Halimodendron
- Hardenbergia
- Hedysarum
- Hippocrepis
- Indigofera
- Kennedya
- Laburnum
- Lathryus
- Lens⁠(en)[traduceți]
- Lespedeza
- Lotus⁠(en)[traduceți]
- Lupinus
- Medicago
- Melilotus
- Mimosa
- Neptunia
- Onobrychis
- Ononis
- Ornithopus
- Oxylobium
- Oxytropis
- Phaseolus
- Pisum
- Podalyria
- Pueraria
- Robinia
- Sophora
- Spartium
- Swainsona
- Thermopsis
- Trifolium
- Trigonella
- Ulex
- Vicia
- Vigna
- Wisteria

## Specii din România
Flora României cuprinde 241 de specii ce aparțin la 44 de genuri
- Amorpha
  - Amorpha fruticosa = Salcâm pitic, Salcâm mic
- Anthyllis
  - Anthyllis vulneraria = Vătămătoare
- Arachis
  - Arachis hypogaea = Alune de pământ, Arahide, Alune americane
- Astragalus
  - Astragalus alpinus = Chituluș
  - Astragalus asper
  - Astragalus australis
  - Astragalus austriacus
  - Astragalus cicer = Coșaci
  - Astragalus contortuplicatus
  - Astragalus corniculatus
  - Astragalus cornutus
  - Astragalus dasyanthus = Zăvăcustă
  - Astragalus depressus
  - Astragalus dolichophyllus
  - Astragalus exscapus
  - Astragalus frigidus
  - Astragalus glycyphyllos = Unghia găii
  - Astragalus haarbachii
  - Astragalus hamosus
  - Astragalus monspessulanus
  - Astragalus onobrychis = Coșaci
  - Astragalus penduliflorus
  - Astragalus peterfii
  - Astragalus ponticus
  - Astragalus pseudopurpureus
  - Astragalus roemeri
  - Astragalus spruneri
  - Astragalus subuliformis
  - Astragalus sulcatus
  - Astragalus varius = Coșaci de nisipuri
  - Astragalus vesicarius
- Bituminaria
  - Bituminaria bituminosa
- Caragana
  - Caragana arborescens = Caragană
  - Caragana frutex
- Chamaecytisus
  - Chamaecytisus albus = Drob
  - Chamaecytisus austriacus = Drob
  - Chamaecytisus banaticus
  - Chamaecytisus ciliatus
  - Chamaecytisus danubialis
  - Chamaecytisus glaber
  - Chamaecytisus heuffelii = Drob
  - Chamaecytisus hirsutus = Drob
  - Chamaecytisus jankae
  - Chamaecytisus leiocarpus
  - Chamaecytisus polytrichus
  - Chamaecytisus ratisbonensis
  - Chamaecytisus rochelii
  - Chamaecytisus supinus
- Cicer
  - Cicer arietinum = Năut
- Cladrastis
  - Cladrastis lutea
- Colutea
  - Colutea arborescens = Bășicoasă
- Coronilla
  - Coronilla coronata = Coroniște
  - Coronilla cretica = Coroniște
  - Coronilla elegans = Coroniște
  - Coronilla emerus = Coroniște
  - Coronilla scorpioides = Coroniște
  - Coronilla vaginalis = Coroniște
  - Coronilla varia = Coroniște
- Cytisus
  - Cytisus decumbens
  - Cytisus nigricans = Lemnu bobului, Bobițel
  - Cytisus procumbens
- Dolichos
  - Dolichos lablab
- Dorycnium
  - Dorycnium germanicum = Sulițică
  - Dorycnium herbaceum = Sulițică
- Galega
  - Galega officinalis = Ciumărea
- Genista
  - Genista albida
  - Genista germanica
  - Genista januensis
  - Genista ovata
  - Genista pilosa
  - Genista radiata
  - Genista sessilifolia
  - Genista tinctoria = Drobiță
- Genistella
  - Genistella sagittalis = Grozamă
- Glycine
  - Glycine max = Soia
- Glycyrrhiza
  - Glycyrrhiza echinata = Lemn dulce
  - Glycyrrhiza glabra = Lemn dulce
- Hedysarum
  - Hedysarum grandiflorum = Dulcișor
  - Hedysarum hedysaroides = Dulcișor
- Hippocrepis
  - Hippocrepis comosa
- Laburnum
  - Laburnum anagyroides = Salcâm galben
- Lathyrus
  - Lathyrus aphaca = Linte galbenă
  - Lathyrus aureus
  - Lathyrus cicera
  - Lathyrus hallersteinii
  - Lathyrus hirsutus = Piedica vântului
  - Lathyrus lacteus
  - Lathyrus laevigatus
  - Lathyrus latifolius = Mănărei de pădure
  - Lathyrus laxiflorus
  - Lathyrus linifolius
  - Lathyrus niger = Orăștică
  - Lathyrus nissolia
  - Lathyrus odoratus = Sângele voinicului
  - Lathyrus pallescens
  - Lathyrus palustris
  - Lathyrus pannonicus
  - Lathyrus pratensis = Lintea pratului
  - Lathyrus sativus = Măzăroi
  - Lathyrus setifolius
  - Lathyrus sphaericus
  - Lathyrus sylvestris = Bob de țarină
  - Lathyrus transsilvanicus
  - Lathyrus tuberosus = Oreșniță
  - Lathyrus venetus
  - Lathyrus vernus = Pupezele
- Lens⁠(en)[traduceți]
  - Lens culinaris = Linte
  - Lens nigricans
- Lotus⁠(en)[traduceți]
  - Lotus angustissimus = Ghizdei
  - Lotus corniculatus = Ghizdei
  - Lotus pedunculatus = Ghizdei de mlaștină
  - Lotus tenuis = Ghizdei de sărătură
- Lupinus
  - Lupinus albus = Lupin, Cafeluțe
  - Lupinus angustifolius = Lupin, Cafeluțe
  - Lupinus luteus = Lupin, Cafeluțe
  - Lupinus micranthus = Lupin, Cafeluțe
  - Lupinus perennis = Lupin, Cafeluțe
  - Lupinus polyphyllus = Lupin, Cafeluțe
  - Lupinus varius = Lupin, Cafeluțe
- Medicago
  - Medicago arabica = Lucernă
  - Medicago falcata = Culbeceasă, Lucernă galbenă
  - Medicago lupulina = Trifoi mărunt
  - Medicago marina = Lucernă
  - Medicago minima = Lucernă
  - Medicago orbicularis = Vârteju pământului
  - Medicago polymorpha = Lucernă
  - Medicago prostrata = Lucernă
  - Medicago rigidula = Lucernă
  - Medicago sativa = Lucernă
  - Medicago x varia = Lucernă
- Melilotus
  - Melilotus albus = Sulfină albă
  - Melilotus altissimus = Sulfină
  - Melilotus arenarius = Sulfină
  - Melilotus dentatus = Sulfină
  - Melilotus officinalis = Sulfină galbenă
- Onobrychis
  - Onobrychis alba = Sparcetă, Sparțetă
  - Onobrychis arenaria = Sparcetă, Sparțetă
  - Onobrychis gracilis = Sparcetă, Sparțetă
  - Onobrychis montana = Sparcetă, Sparțetă
  - Onobrychis viciifolia = Sparcetă, Sparțetă
- Ononis
  - Ononis arvensis = Osu iepurelui
  - Ononis pusilla = Osu iepurelui
  - Ononis spinosa = Osu iepurelui
- Ornithopus
  - Ornithopus perpusillus = Seradelă
  - Ornithopus sativus = Seradelă
- Oxytropis
  - Oxytropis campestris = Luntricică
  - Oxytropis carpatica = Luntricică
  - Oxytropis halleri = Luntricică
  - Oxytropis neglecta = Luntricică
  - Oxytropis pilosa = Luntricică
- Phaseolus
  - Phaseolus coccineus = Fasole gigant (elefant)
  - Phaseolus lunatus = Fasole lima, fasole lată, fasole mare
  - Phaseolus vulgaris = Fasole
- Pisum
  - Pisum sativum = Mazăre
- Robinia
  - Robinia hispida = Salcâm roșu
  - Robinia pseudoacacia = Salcâm, Salcâm alb
  - Robinia viscosa = Salcâm roșu
- Sarothamnus
  - Sarothamnus scoparius = Drob, Mături
- Sophora
  - Sophora japonica = Salcâm japonez
  - Sophora jaubertii
- Spartium
  - Spartium junceum = Bucsău
- Tetragonolobus
  - Tetragonolobus maritimus = Ghizdei de mare
  - Tetragonolobus purpureus = Dungățea
- Trifolium
  - Trifolium alpestre = Trifoi
  - Trifolium ambiguum = Trifoi
  - Trifolium angulatum = Trifoi
  - Trifolium angustifolium = Trifoi
  - Trifolium arvense = Papanași
  - Trifolium aureum = Trifoi
  - Trifolium badium = Trifoi
  - Trifolium campestre = Trifoiaș
  - Trifolium diffusum = Trifoi
  - Trifolium dubium = Trifoi
  - Trifolium echinatum = Trifoi
  - Trifolium fragiferum = Trifoi frăguț
  - Trifolium hirtum = Trifoi
  - Trifolium hybridum = Trifoi
  - Trifolium incarnatum = Trifoi
  - Trifolium lupinaster = Trifoi
  - Trifolium medium = Trifoi
  - Trifolium micheliamun = Trifoi
  - Trifolium micranthum = Trifoi
  - Trifolium montanum = Trifoi
  - Trifolium ochroleucon = Trifoi
  - Trifolium ornithopodioides = Trifoi
  - Trifolium pallescens = Trifoi
  - Trifolium pallidum = Trifoi
  - Trifolium pannonicum = Trifoi
  - Trifolium patens = Trifoi
  - Trifolium pratense = Trifoi roșu
  - Trifolium purpureum = Trifoi
  - Trifolium repens = Trifoi alb târâtor
  - Trifolium resupinatum = Trifoi persan
  - Trifolium retusum = Trifoi
  - Trifolium rubens = Trifoi
  - Trifolium scabrum = Trifoi
  - Trifolium spadiceum = Trifoi
  - Trifolium squamosum = Trifoi
  - Trifolium striatum = Trifoi
  - Trifolium strictum = Trifoi
  - Trifolium subterraneum = Trifoi
  - Trifolium suffocatum = Trifoi
  - Trifolium vesiculosum = Trifoi
- Trigonella
  - Trigonella caerulea = Molotru, Molotru albastru, Sulcină albastră
  - Trigonella foenum-graecum = Schinduf, Sfândoc
  - Trigonella gladiata
  - Trigonella monspeliaca = Molotru pitic
  - Trigonella procumbens = Molotru
- Vicia
  - Vicia amphicarpa = Măzăriche
  - Vicia angustifolia = Măzăriche cu frunze înguste
  - Vicia articulata = Măzăriche
  - Vicia biennis = Măzăriche
  - Vicia cassubica = Măzăriche
  - Vicia cordata = Măzăriche
  - Vicia cracca = Măzăriche
  - Vicia dalmatica = Măzăriche
  - Vicia dasycarpa = Măzăriche
  - Vicia dumetorum = Măzăriche
  - Vicia ervilia = Măzăriche
  - Vicia faba = Măzăriche
  - Vicia grandiflora = Măzăriche
  - Vicia hirsuta = Cosiță
  - Vicia lathyroides = Măzăriche
  - Vicia lutea = Măzăriche
  - Vicia narbonensis = Măzăriche
  - Vicia pannonica = Măzăriche ungurească
  - Vicia parviflora = Măzăriche
  - Vicia peregrina = Măzăriche
  - Vicia pisiformis = Măzăriche
  - Vicia sativa = Măzăriche de primăvară
  - Vicia sepium = Măzăroi sălbatic
  - Vicia serratifolia = Măzăriche
  - Vicia sparsiflora = Măzăriche
  - Vicia striata = Măzăriche roșie
  - Vicia sylvatica = Măzăriche de pădure
  - Vicia tenuifolia = Măzăriche
  - Vicia tetrasperma = Măzăriche
  - Vicia truncatula = Măzăriche
  - Vicia villosa = Măzăriche păroasă
- Vigna
  - Vigna angularis = Fasole japoneză (Adzuki)
  - Vigna mungo = Linte neagră falsă
  - Vigna radiata = Fasole mung
  - Vigna sinensis = Fasoliță
  - Vigna unguiculata subsp. sesquipedalis = Fasole chinezească
- Wisteria
  - Wisteria floribunda
  - Wisteria sinensis = Glicină